# Monoki István (orvos)
Monoki István (Kolozsvár, 1925. június 10. – Marosvásárhely, 2020. október) erdélyi magyar orvos, belgyógyász, egyetemi oktató, orvosi szakíró. Monoki István fia.

## Életútja
Középiskoláit szülővárosa Piarista Gimnáziumában végezte (1944); főiskolai tanulmányait a Pázmány Péter Tudományegyetem orvostudományi karán kezdte, 1945-től a Bolyai Tudományegyetem orvostudományi karán folytatta, a marosvásárhelyi OGYI általános orvosi karán szerzett diplomát (1950). Itt kezdte pályáját a kórbonctani tanszéken, 1956-tól a II. számú belgyógyászati klinikán tanársegéd, majd adjunktus, 1959-ben belgyógyász szakorvosi képesítést nyert, az orvostudományok doktora (1963), főorvos.
Kutatási tevékenysége kezdetben a daganatképződés és a belső elválasztású mirigyek kapcsolatának tanulmányozására irányult, majd a kollagén-betegségcsoportot vizsgálta, később kardiológiai kutatásokat végzett. Egyike a szívkatéterezés első romániai alkalmazóinak. Több mint 100 tudományos közleményét főleg a kétnyelvű Orvosi Szemle – Revista Medicală, Medicina Internă és Morfologia Normală şi Patologică közölte, Budapesten az Orvosi Hetilap és Urológia. Az Új Élet Az orvos válaszol című rovatának vezetője (1968–78), a TETT első számának (1977) szakmai szerkesztője.

## Munkáiból
- Általános és részletes kórbonctani jegyzet (öt fejezet a kőnyomatos kiadványból, Marosvásárhely, 1952-54);
- Szempontok az általános orvos belgyógyászati tevékenységéhez I-II (egyetemi jegyzet, munkatárs Ferencz László és Kovalszki Péter, Marosvásárhely, 1979, 1982);
- Belgyógyászati problémák az általános orvosi gyakorlatban I-II (kézikönyv, Kolozsvár, 1984, 1987).